# Криваві воїни
Криваві воїни (англ. Blood Warriors) — американський бойовик 1993 року.

## Сюжет
Колишній морський піхотинець і боєць елітного спецпідрозділу Вест Хілі через безглузду випадковість потрапляє за ґрати. Рідний брат Веста загинув за таємничих обставин під час виконання бойового завдання, прямо на його очах. Коли до кінця тюремного терміну залишається кілька місяців, високопопоставлений чиновник військового відомства робить пропозицію: Хілі повинен відправитися до Джакарти, де вже давно влаштувався його колишній товариш по службі Кіт Стоун, промишляє темними справами і заробив на них великі гроші. У Джакарті Весту належить розкрити таємницю загибелі брата і стати учасником смертельної війни жорстоких наркобаронів, одним з яких виявляється його друг Кіт.

## У ролях
- Девід Бредлі — Вес Хілі
- Френк Загаріно — Кіт Стоун
- Дженніфер Кемпбелл — Карен Стоун
- Франс Тамбуан — капітан Ремсі
- Дікі Зулкарнін  — Юрген
- Піт Бурнама — Салін
- Діаз Тангкілісан — Валід
- Джо Сімпсон — Джо Хілі
- Джон П. Карлс — священик
- Роні Сакс — таксист
- Танака — Танака